# Ariadna Gutiérrez
Ariadna Gutiérrez Arévalo (Sincelejo, 25 de diciembre de 1993) es una modelo, presentadora y exreina de belleza colombiana de ascendencia libanesa. Conocida por haber sido Señorita Colombia en 2014 y primera finalista en Miss Universo 2015.

## Biografía
Su madre biológica es Shirley Lucía Álvarez Arévalo, licenciada en artes plásticas, y sus padres de crianza son Josefina Antonia Arévalo Quintero y Wilson Alfonso Gutiérrez Gutiérrez; es la menor entre cinco hermanos. Cursó sus estudios en el Colegio Alemán de Barranquilla; además de su lengua materna, habla fluidamente inglés. Es deportista desde pequeña: jugó al voleibol y practicó el salto de altura, llegando a ser parte de la Selección Atlántico en ambas disciplinas, asistiendo a múltiples campeonatos nacionales e internacionales donde consiguió varios premios como el tercer lugar en la disciplina de voleibol en Guayaquil, Ecuador 2009 y tercer lugar en salto de altura 2009.
A sus 19 años ya era una modelo reconocida en su país, fue imagen del Cali Exposhow 2013, una de las plataformas de moda más importantes en Colombia. En su vertiginosa carrera ha sido portada de revistas  como: Shock, Aló Novias, Don Juan, Revista Mundo Caribe, Virtual Dimode, Lure Magazine, Zoom Magazine, Novias Televisa, Carrusel, Maxim Colombia, TV y Novelas, Element Magazine, Lucy's, entre otras. 
También ha sido imagen de marcas como Studio F, Johanna Rubiano, Kenzo, Hernán Zajar, Lafayette, Stivo, Senda, Tennis, Centro Andino, Bettina Spitz, Adriana Santacruz, Wrangler, Jeans, Brahma, La Riviera, Agua Bendita y Pretty Little Things. 
Desde el año 2019 Ariadna se vincula a Elite Miami, una agencia de modelos con base en Estados Unidos, abriéndose paso a mercados internacionales.

## Concursos

### Concurso Nacional de Belleza 2014
Como responsabilidades de Señorita Sucre, Gutiérrez participó en el Concurso Nacional de Belleza 2014 (en esa ocasión el certamen celebró sus 80 años de historia) el 17 de noviembre de 2014 en Cartagena de Indias, donde la noche final del certamen concluyó como ganadora, siendo coronada por la Señorita Colombia 2013, Paulina Vega Dieppa. Ariadna además obtuvo los premios especiales de Rostro Jolie (Mejor rostro), Reina de la Policía y Señorita Elegancia Primatela.
Es la primera representante de Sucre que gana el Concurso Nacional de Belleza de Colombia.

### Miss Universo 2015
Ariadna Gutiérrez participó en representación de Colombia en la 64.ª edición del concurso Miss Universo el cual se realizó el 20 de diciembre de 2015 en The AXIS, dentro del complejo "Planet Hollywood Resort & Casino", en Las Vegas, Estados Unidos.
En esta edición se presentó una confusión al anunciar a la nueva representante de la belleza universal, pues el presentador del concurso, Steve Harvey, mencionó a Gutiérrez como ganadora del certamen dejando a la representante de Filipinas como primera finalista del concurso, un minuto y 58 segundos después Harvey salió al escenario a retractarse y ofrecer disculpas al público y a las dos concursantes, según el presentador había cometido el error al anunciar a la ganadora, dejando a Gutiérrez como primera finalista y posicionando a Pia Wurtzbach, representante de Filipinas, como ganadora de la 64.ª edición del Miss Universo.
Tras el error, Ariadna fue invitada a The Steve Harvey Show, que dirige el presentador del Miss Universo 2015 Steve Harvey, quien ofreció de nuevo disculpas a la exreina de belleza colombiana.

#### Retiro del concurso
En julio de 2016, la organización del concurso de Miss Universo decide desligar a Ariadna como virreina, para lo cual llega a un acuerdo con ella, constituyéndose así en la primera virreina colombiana en ser retirada del concurso. Se atribuye la decisión a diferencias de la actual virreina con los fanáticos de Pia Wurtzbach según lo explicó la misma exvirreina en un programa de televisión: “Iba a ser muy feo tal vez en un compromiso como virreina universal estar al lado de ella (la reina Pia Alonzo), y que siguiera la disputa, que siguiera la pelea y las confrontaciones con los fans de Filipinas. Fue la decisión más sana que hemos podido tener".

#### Después de Miss Universo
Tras haber sido erróneamente coronada por tan solo un minuto con 58 segundos, los contratos y las campañas de publicidad para Gutiérrez aumentaron. Fue la imagen 2016 de la marca colombiana de trajes de baño Agua Bendita, marca para la cual han modelado personalidades reconocidas a nivel mundial como Kendall Jenner, Candice Swanepoel, Irina Shayk entre otras. Ha sido invitada a premios especiales como Premio Lo Nuestro celebrados en la ciudad de Miami, Florida donde presentó la categoría 'Álbum del Año' acompañada por el reggaetonero colombiano J Balvin. También ha sido imagen de marcas como Goicoechea en países como México, Brasil, Colombia entre otros. Fue invitada al primer desfile en Cuba por la marca reconocida Chanel donde presentó su colección Crucero 2016/2017, en el mes de marzo fue incluida entre los 50 más bellos por la revista estadounidense People en Español, fue portada para la revista española Hola, está vez saliendo en países como Colombia y Ecuador. Fue invitada a la conmemoración de los 15 años del Plan Colombia llevado a cabo en la Casa Blanca en la capital de los Estados Unidos.
Grupo4, agencia con la cual la sucreña de 22 años firmó un contrato el mes de julio de 2013, anunció que Ariadna incumplió con las reglas del contrato y firmó varios contratos sin la autorización de la agencia. Ariadna deberá pagar una multa por incumplimiento a las reglas. Con esta agencia Ariadna modeló para grandes marcas como Colombiamoda, Feria del Cuero, Ixelmoda, Mr. Tea, Jolie de Vogue, otros.

## Filmografía
En marzo de 2016, se difundió por las redes sociales que Gutiérrez saldría en la tercera entrega de la película xXx: Return of Xander Cage que tuvo estreno en el año 2017, noticia que más tarde fue confirmada por el actor estadounidense Vin Diesel y el reguetonero Nicky Jam, quien también participó en dicha película.
Durante una entrevista para el programa Se dice de mí y para la revista colombiana Vea confirmó que hará parte de la película The Midway Point a estrenarse en 2024.
| Año  | Título                        | Rol           |
| ---- | ----------------------------- | ------------- |
| 2016 | XXX: Return of Xander Cage    | Lola          |
| 2017 | Protagonistas de Nuestra Tele | Jurado        |
| 2018 | Big Brother                   | Participante  |
| 2023 | At Midnight                   | Woman         |
| 2024 | La casa de los famosos        | Participante  |
| 2024 | The Midway Point              | Mrs. Friedman |